# گمینا زووچینیتس
گمینا زووچینیتس (به لهستانی:  Gmina Złocieniec) یک گمینا در لهستان است که در شهرستان دراوسکو واقع شده‌است. گمینا زووچینیتس ۱۹۴٫۵۳ کیلومتر مربع مساحت و ۱۵٬۵۷۱ نفر جمعیت دارد.